# Бласс, Фридрих Вильгельм
Фридрих Вильгельм Бласс (нем. Friedrich Wilhelm Blass; 22 января 1843, Оснабрюк, королевство Ганновер, — 5 марта 1907, Галле, Германская империя) — немецкий филолог-классик и педагог, который прежде всего известен своими работами по древнегреческой риторике; член Прусской академии наук

## Биография
С 1860 по 1863 год учился в Геттингенском и Боннском университетах. В 1874 году прошел хабилитацию в Кёнигсберге у Людвига Фридлендера и Генриха Йордана.
В 1876 году был назначен доцентом кафедры классической филологии в университете города Киль, а в 1881 году был утверждён ординарным профессором.
В 1892 году Бласс принял профессуру в Университете Галле.
Он часто посещал Англию и был хорошо знаком с ведущими учёными Британской империи.
В 1892 году он стал почётным доктором в Университете города Дублина (Ирландия).